# 杜尔孙·阿里·埃里巴什
杜尔孙·阿里·埃里巴什（土耳其語：Dursun Ali Eğribaş，1933年—2014年8月），土耳其男子摔跤运动员。他曾代表土耳其参加1956年夏季奥林匹克运动会摔跤比赛，获得男子古典式蝇量级铜牌。